# Riera de Vallmanya (Solsonès)
La Riera de Vallmanya és un curs fluvial que en confluir amb la Riera de Matamargó dona naixement a la Riera de Salo.
Des del seu naixement, la riera passa successivament pels termes municipals de Pinós i Sant Mateu de Bages. La seva xarxa hidrogràfica està constituïda per 290 cursos fluvials que sumen una longitud total de 119.703 m.
|                                                 | Longitud (en m.) | % del recorregut |
| ----------------------------------------------- | ---------------- | ---------------- |
| Per l'interior del municipi de Pinós            | 6.931            | 76,16%           |
| Fent frontera entre Pinós i Sant Mateu de Bages | 2.170            | 23,84%           |

## Distribució municipal
El conjunt de la xarxa hidrogràfica de la Riera de Vallmanya transcorre pels següents termes municipals:
| Municipi            | Longitud que hi transcorre |
| ------------------- | -------------------------- |
| Pinós               | 118.094 m.                 |
| Sant Mateu de Bages | 3.779 m.                   |

## Taula de dades de síntesi

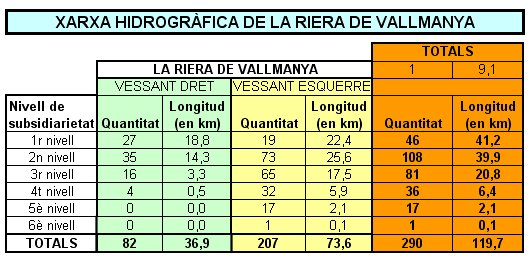
Taula amb les dades detallades